# MicroSIP
MicroSIP — портативный софтфон SIP на основе стека PJSIP, доступного для Microsoft Windows. Обеспечивает высококачественные VoIP-звонки (p2p или на обычные телефоны) на основе открытого протокола SIP.

MicroSIP относится к категории бесплатного программного обеспечения с открытым исходным кодом и выпускается под Стандартной общественной лицензией GNU GPL.
Он полагается на стек PJSIP и использует доступные в нём функции.
Отличительные характеристики этого программного обеспечения:
- Профиль лёгкого фонового приложения[2];

- Небольшой объём памяти (использование ОЗУ менее 20 МБ);

- Строгое соблюдение стандарта SIP;

- Поддержка ряда кодеков: Opus, SILK, G.722, G.729, G.723.1, G.711, Speex, iLBC, GSM, AMR, AMR-WB и видеокодеков H.264, H.263+, VP8.;

- Обход STUN и ICE NAT;

- SIP SIMPLE присутствие и обмен сообщениями.

Есть два варианта: полная версия с видео и «облегченная» версия только для голоса и обмена сообщениями.